# Hedyleptopsis
Hedyleptopsis és un gènere monotípic d'arnes de la família Crambidae. Conté només una espècie, Hedyleptopsis flava, que es troba a Indonèsia (Sulawesi).